# Duguetia pauciflora
Duguetia pauciflora är en kirimojaväxtart som beskrevs av Henry Hurd Rusby. Duguetia pauciflora ingår i släktet Duguetia och familjen kirimojaväxter. Inga underarter finns listade i Catalogue of Life.